# Secuestro

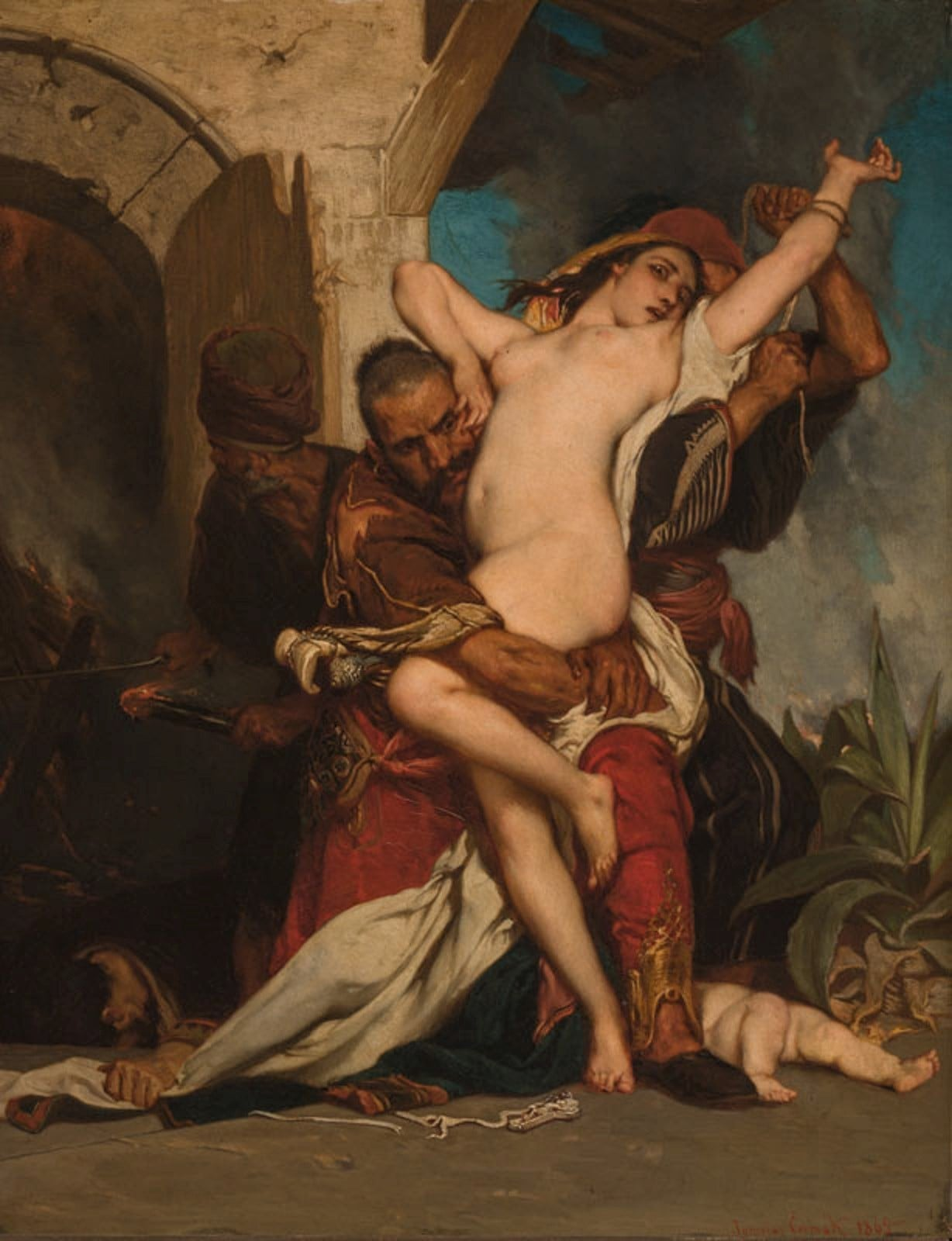
El secuestro de una mujer de Herzegovina, pintura de Jaroslav Čermák, 1861.

Un secuestro, también conocido como delito contra la libertad, es un crimen continuado que consiste en privar de la libertad de forma ilícita a una persona o grupo de personas, generalmente durante un tiempo determinado, con el objetivo de obtener un rescate o el cumplimiento de otras exigencias en perjuicio del o los secuestrados o de terceros (a diferencia de la desaparición forzada, cuyo objetivo es la desaparición misma). Las personas que llevan a cabo un secuestro se conocen como secuestradores o plagiadores (a veces también denominados raqueteros).
Muchas veces la libertad se "vende" a cambio de otras situaciones, lo cual es conocido como secuestro extorsivo. El secuestro da pauta a la comisión de otros delitos, como el tráfico de menores y la trata de personas. En este contexto, la lucha contra el secuestro parte del intercambio de información que se establece entre las diferentes instancias policiales, en relación con las estructuras, redes de comunicación y formas de operación de las organizaciones delictivas existentes, así como de las que vayan surgiendo, coordinándose con respecto a estas la investigación llevada a cabo por distintas instituciones hasta determinar si los indiciados o los detenidos pertenecen a la delincuencia organizada. El secuestro también se presenta por envidia, tomando en la mayoría de los casos a los niños como rehenes, generalmente vinculados a intentos de venganza.

## Modus operandi

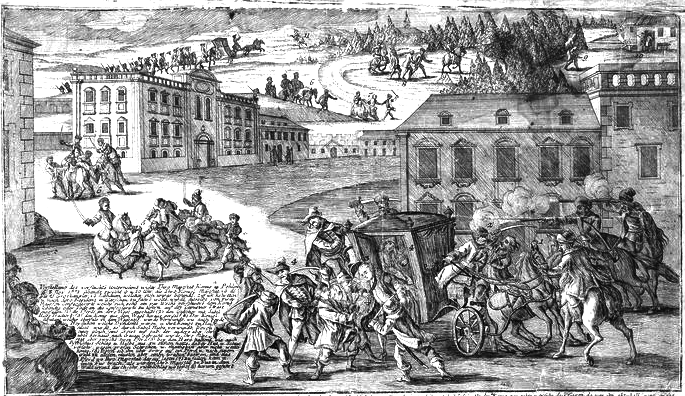
Ilustración del donde se representa el secuestro de Estanislao II Poniatowski, en 1771.

Los secuestradores, generalmente, y previo al secuestro de su víctima, siguen sus movimientos cotidianos durante días anteriores al evento, con la finalidad de conocer sus rutas de tránsito y horarios habituales para así lograr con mayor éxito su empresa delictiva. El momento en que se lleva a cabo el rapto de la víctima es en el 95,3 por ciento de las veces cuando se transita a bordo de su vehículo por algún lugar despoblado o de poca confluencia de personas,[cita requerida] así como al momento de salir de sus domicilios o al momento de llegar al mismo. Cuando se trata de bandas organizadas para cometer este tipo de delitos, se organizan en células, es decir, hay sujetos que se encargan de realizar las negociaciones telefónicas con los familiares de la víctima para exigir el pago del rescate, otros se encargan de proveer de alimentos y vigilar a la persona secuestrada durante el tiempo que dura en cautiverio, así como que otros intervienen al momento de someter a la víctima al momento de interceptarla y trasladarla al lugar donde se mantendrá en cautiverio, lugar que en ocasiones es cambiado con el fin de distraer la atención de las autoridades, en caso de que se haya denunciado el hecho.[cita requerida]

## Modalidades de secuestro

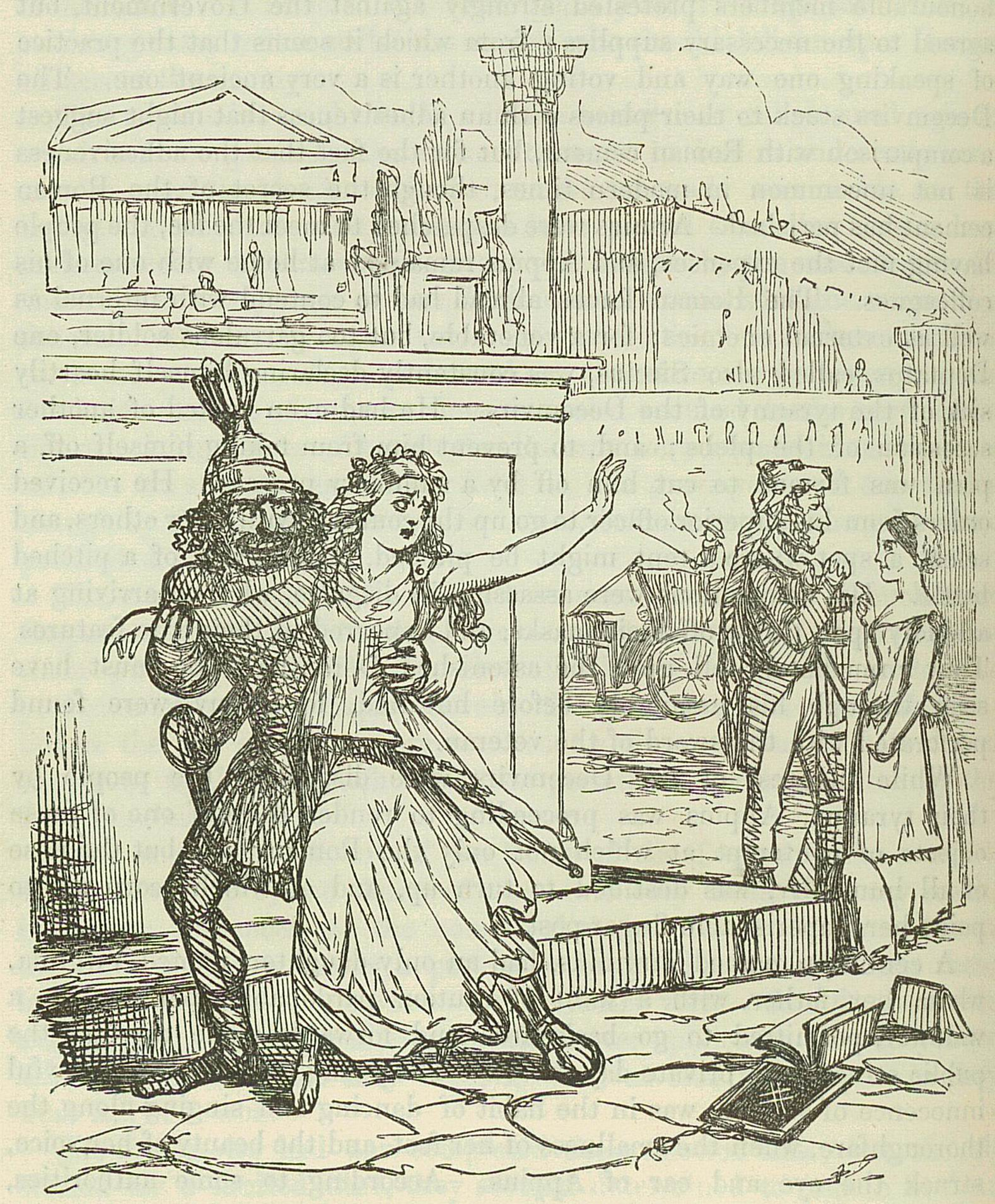
Escena de The Comic History of Rome hecha por Gilbert Abbott à Beckett, 1850.

### Rapto
Es el delito en el cual se sustrae o retiene a una persona por medio de la fuerza, intimidación o fraude, con la intención de menoscabar su integridad.[cita requerida]

### Secuestro simple

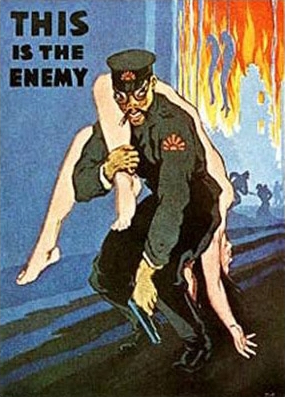
Póster de propaganda estadounidense asociando la reprobación del rapto con las fuerzas militares del Imperio del Sol Naciente, después del sorpresivo ataque a Pearl Harbor; la caracterización del enemigo se hace a través de un personaje siniestro, sugiriendo tropelías y excesos que los soldados japoneses podrían cometer.

El secuestro simple es el caso de arrebatar, sustraer retener u ocultar a una persona, pero con fines o propósitos diferentes a la extorsión.[cita requerida] Un ejemplo es el de las muchachas que vienen de los pueblos buscando oportunidades de trabajo y que se emplean como domésticas, y que al no conocer a nadie en las ciudades llegan a caer en manos de gente sin conciencia que no solo las explota en los horarios de trabajo, sino que en ocasiones no les dan “permiso” de salir y las tienen encerradas, dejándolas bajo llave, “por temor que estas les roben algo”, negándoles el derecho de usar su libertad como deseen.

### Secuestro exprés
El secuestro exprés se puede definir como la retención de una o más personas por un período corto de tiempo (horas o días), el cual, los delincuentes exigen dinero a los familiares de las víctimas para su liberación.
Otra modalidad de extorsión que frecuentemente se confunde con secuestro exprés es aquella en la que los delincuentes retienen a la víctima y la someten a sacar su dinero de los cajeros electrónicos. También le roban el vehículo y sus pertenencias de valor como las joyas y el teléfono celular y luego la dejan abandonada en algún sitio.
Frecuentemente los autores del secuestro exprés son individuos con antecedentes penales en la adolescencia.[cita requerida] Probablemente robaron vehículos o cometieron delitos menores. También se observan delincuentes fármaco dependientes cometiendo este crimen. En algunos casos los autores son personas conocidas por las víctimas, como meseros de un restaurante visitado frecuentemente o el portero del edificio donde se habita.
Es un delito que se ejecuta sin estrategias previas.[cita requerida] Dos o tres individuos salen a la calle en busca de una víctima distraída que lleve puesta ropa y artículos de valor (joyas, teléfono móvil) o que se encuentre en un automóvil lujoso. Buscan a sus víctimas en las gasolineras, estacionamientos de centros comerciales o personas saliendo de un local, oficina o residencia, donde las encañonan con armas de corto alcance y las presionan con amenazas fuertes. Posteriormente, trasladan a la víctima de vehículo y comienzan a circular por la ciudad al tiempo que realizan llamadas telefónicas a los familiares exigiéndoles el pago del rescate. Estos delincuentes tratan de ejecutar el delito, cobrando el dinero, en el menor tiempo posible, ya que no están preparados para mantener por mucho tiempo a la víctima en cautiverio. Después de cometido el ilícito, la víctima presenta características psicológicas somatizadas tales como angustia, irritabilidad, mal humor, insomnio.

### Auto-secuestro
En los últimos casos aparece la extorsión a los padres por medio del autosecuestro, organizado por alguno de los hijo(as), amigo(as), y a los que exigen a los padres cantidades para su propia satisfacción de necesidades inmediatas (dinero para gastarlo en viajes, drogas, fiestas, etcétera). [cita requerida]
Este hecho delictivo va desde aquel que se autor roba, transportistas, empresarios, hombres y mujeres , comerciantes, estudiantes, parejas en conflicto y jóvenes que solicitan cantidades de dinero a sus padres para buscar venganza o solventar gastos extras.

### Secuestro de bienes
Este recae enteramente sobre bienes materiales y debe diferenciarse del robo, por cuanto su propietario se le exige cierta cantidad de dinero para su devolución.

### Secuestro de aviones
Secuestro de aviones, esta modalidad delictiva del terrorismo aéreo expone al peligro a un número mayor de personas. Su ejecución siempre ha estado bajo la autoría de grupos extremistas.

## Técnicas de investigación
En el curso de las investigaciones policiales se emplean perros de mantrailing, drones, helicópteros, cámaras térmicas también nocturnas, escuchas telefónicas y ambientales, entre otras técnicas conocidas.[cita requerida]
El mantrailing (contracción de los términos ingleses man 'hombre' y trailing, 'perseguir, rastrear') es la búsqueda de personas utilizando perros de utilidad especialmente adiestrados para explotar sus capacidades olfativas altamente desarrolladas.
Un perro de rastreo está adiestrado para seguir el rastro olfativo específico de una sola persona (discriminación olfativa), mientras que un perro de búsqueda sigue el rastro olfativo humano en general.
Los perros de rastreo actúan libres y sin correa, tanto en zonas urbanizadas como en zonas boscosas.

## Pena por secuestro
Por regla general, la legislación de todos los países dicta penas muy elevadas para este tipo de delitos, llegando en algunas ocasiones a la pena de muerte. En Estados Unidos han sido ejecutados varios secuestradores a lo largo de su historia. [cita requerida]
En multitud de ocasiones, las penas por secuestros están asociadas al hecho de que hayan terminado en el asesinato de las víctimas. En cualquier caso, un secuestro siempre acarrea graves secuelas psicológicas a las víctimas, lo que es causa de que sea considerado un delito de gravedad.
Por ejemplo, en el estado de Chihuahua, México, el secuestro es penado con prisión perpetua, y hasta el momento alrededor de 30 personas han sido condenadas por ese delito. [cita requerida]

## Traumas postsecuestro
Uno de los trastornos psicológicos que pueden derivarse de un secuestro es el llamado síndrome de Estocolmo. Se trata de una reacción psíquica en la cual la víctima de un secuestro, o persona retenida contra su propia voluntad, desarrolla una relación de complicidad con quien la ha secuestrado. En ocasiones, dichas personas secuestradas pueden acabar ayudando a sus captores a alcanzar sus fines o a evadir a la policía.
Debe su nombre a un hecho sucedido en la ciudad de Estocolmo (Suecia). En 1973 se produjo un atraco en el banco Kreditbanken de la mencionada ciudad sueca. Los delincuentes debieron mantener como rehenes a los ocupantes de la institución durante 6 días. Cuatro personas —tres mujeres y un hombre— fueron tomadas como rehenes, pero una de las prisioneras se resistió al rescate y a testificar en contra de los captores. Otras versiones indican que esa mujer fue captada por un fotógrafo en el momento en que se besaba con uno de los delincuentes. Y se negaron a colaborar en el proceso legal posterior.

## Por países

### Australia
En Australia, el secuestro es un delito penal, según lo define la Ley de delitos estatales o el Código Penal de la Commonwealth. Se trata de un delito procesable grave y se castiga con penas de hasta 14 a 25 años de prisión.

### Canadá
El secuestro que no resulta en homicidio es un delito híbrido que conlleva una pena máxima posible de cadena perpetua (18 meses si se juzga sumariamente). Un asesinato que resulta de un secuestro se clasifica como de primer grado, con una sentencia de cadena perpetua que resulta de la condena (la pena obligatoria por asesinato según la ley canadiense).

### Colombia
Según un estudio de 2022 realizado por la politóloga Danielle Gilbert, los grupos armados en Colombia participan en secuestros para pedir rescate como una forma de mantener sus sistemas tributarios locales. Los grupos recurren a secuestros para exigir rescate para castigar la evasión fiscal de su propio sistema e incentivar a los habitantes a no eludir dicha evasión fiscal.

### Estados Unidos
La ley en los Estados Unidos se deriva del derecho consuetudinario inglés. Tras el muy publicitado secuestro del hijo de Lindbergh en 1932, el Congreso aprobó la Ley Federal de Secuestros, que autorizaba al FBI a investigar los secuestros en un momento en que la Oficina estaba ampliando su tamaño y autoridad. El hecho de que una víctima secuestrada pueda haber sido llevada a través de fronteras estatales coloca el delito dentro del ámbito del derecho penal federal.

### Países Bajos
El artículo 282 prohíbe la toma de rehenes (y el 'secuestro' es un tipo de 'toma de rehenes'). La parte 1 del artículo 282 permite condenar a los secuestradores a una pena máxima de prisión de ocho años o una multa de quinta categoría. La parte 2 permite una pena máxima de prisión de 9 años o una multa de quinta categoría si hay lesiones graves. La parte 3 permite una pena máxima de prisión de 12 años o una multa de quinta categoría si la víctima ha sido asesinada. La parte 4 permite condenar a personas que colaboren con el secuestro (como proponer o poner a disposición un lugar donde la víctima sea rehén). A ellos también se les aplicarán las partes 1, 2 y 3.

### Reino Unido
El secuestro es un delito según el derecho consuetudinario de Inglaterra y Gales. Lord Brandon dijo en 1984 R v D:

En primer lugar, la naturaleza del delito es un ataque y una infracción de la libertad personal de un individuo. En segundo lugar, el delito contiene cuatro ingredientes: (1) el hecho de que una persona se lleve o se lleve a otra; (2) por fuerza o fraude; (3) sin el consentimiento de la persona así llevada o llevada; y (4) sin excusa legal.

En todos los casos de secuestro de niños, en los que se alega que un niño ha sido secuestrado, lo importante es la falta de consentimiento de ese niño. Este es el caso independientemente de la edad del niño. Un niño muy pequeño no tendrá la comprensión ni la inteligencia para consentir. Esto significa que la ausencia de consentimiento será una inferencia necesaria a partir de la edad del niño. Es una cuestión de hecho para el jurado si un niño mayor tiene suficiente comprensión e inteligencia para dar su consentimiento. Lord Brandon dijo: "No debería esperar que un jurado determine con mucha frecuencia que un niño menor de catorce años tenía suficiente comprensión e inteligencia para dar su consentimiento" Si el niño (siendo capaz de hacerlo) consintió en que se lo llevaran o llevado, el hecho de que la persona que tiene la custodia o el cuidado y control de ese niño no haya dado su consentimiento para que ese niño sea llevado o llevado es irrelevante. Si, por el contrario, el niño no dio su consentimiento, el consentimiento de la persona que tiene la custodia o el cuidado y control del niño puede respaldar una defensa de excusa legal. Se conoce como competencia Gillick.
En cuanto a la restricción del enjuiciamiento, no se podrá iniciar ningún proceso, salvo con el consentimiento del Director del Ministerio Público, por un delito de secuestro si fue cometido contra un niño menor de dieciséis años y por una persona relacionada con el niño. en el sentido del artículo 1 de la Ley de sustracción de menores de 1984. El secuestro es un delito procesable únicamente (es decir, un delito que sólo puede ser juzgado mediante acusación formal después de una audiencia preliminar para determinar si existe un caso prima facie para responder). El secuestro se castiga con pena de prisión o multa a criterio del tribunal. No hay límite a la multa ni a la pena de prisión que se puede imponer siempre que la pena no sea excesiva.
Un padre sólo debe ser procesado por secuestrar a su propio hijo "en casos excepcionales, cuando la conducta del padre en cuestión es tan mala que una persona común y corriente inmediatamente y sin dudarlo lo consideraría de naturaleza criminal".